# Lepthyphantes deosaicola
Lepthyphantes deosaicola är en spindelart som beskrevs av Lodovico di Caporiacco 1935. Lepthyphantes deosaicola ingår i släktet Lepthyphantes och familjen täckvävarspindlar. Inga underarter finns listade i Catalogue of Life.